# DDR-Meisterschaften im Boxen 1980
Die DDR-Meisterschaften im Boxen wurden 1980 zum 32. Mal ausgetragen und fanden vom 9. bis 14. Dezember in Leipzig statt. Mit der Einführung des Superschwergewichts, wurden erstmals in zwölf Gewichtsklassen die Meister ermittelt. Im Halbfliegengewicht starteten lediglich drei Boxer, weshalb es nur einen dritten Rang gab. Der ASK Vorwärts Frankfurt/O. war mit vier Titeln der erfolgreichste Verein dieser Meisterschaft. Mit Dietmar Geilich, Karl-Heinz Krüger und Jürgen Fanghänel konnten drei Boxer ihren Titel aus dem Vorjahr verteidigen. Mario Behrendt und Rudi Fink kamen diesmal eine Gewichtsklasse höher zu Titelehren.

## Endergebnisse
| Gewichtsklasse                  | Gold                                        | Silber                                   | Bronze                                        | Bronze                                    |
| Halbfliegengewicht (bis 48 kg)  | Dietmar Geilich ASK Vorwärts Frankfurt/O.   | Peter Kümmel BSG Motor Mitte Magdeburg   | Werner BSG Stahl Hennigsdorf                  | – – –                                     |
| Fliegengewicht (bis 51 kg)      | Wolfgang Prosch SC Dynamo Berlin            | Klaus-Dieter Kirchstein SC Dynamo Berlin | Robert Marx SC Traktor Schwerin               | Matthes BSG Stahl Hennigsdorf             |
| Bantamgewicht (bis 54 kg)       | Dirk Schäfer SC Traktor Schwerin            | Frank Kegebein SC Traktor Schwerin       | Frank Rauschning SG Wismut Gera               | Flügge ASK Vorwärts Frankfurt/O.          |
| Federgewicht (bis 57 kg)        | Mario Behrendt TSC Berlin                   | Ulf Graf ASK Vorwärts Frankfurt/O.       | Lutz Illge SC Dynamo Berlin                   | Torsten Koch ASK Vorwärts Frankfurt/O.    |
| Leichtgewicht (bis 60 kg)       | Rudi Fink ASK Vorwärts Frankfurt/O.         | Ronald Poye TSC Berlin                   | Axel Rudolf ASG Vorwärts Halle                | Peter Buchwald SC Chemie Halle            |
| Halbweltergewicht (bis 63,5 kg) | Dietmar Schwarz SC Traktor Schwerin         | Lutz Käsebier SC Dynamo Berlin           | Uwe-Jens Friedrich SG Wismut Gera             | Thomas Schulz SG Wismut Gera              |
| Weltergewicht (bis 67 kg)       | Karl-Heinz Krüger ASK Vorwärts Frankfurt/O. | Ralf Hunger SC Chemie Halle              | Dolge SC Chemie Halle                         | Klaus-Dieter Schulz TSC Berlin            |
| Halbmittelgewicht (bis 71 kg)   | Detlef Kästner SC Dynamo Berlin             | Jürgen Alms SC Traktor Schwerin          | Thomas Holonics SG Wismut Gera                | Holger Moosdorf SC Chemie Halle           |
| Mittelgewicht (bis 75 kg)       | Uwe Neils SC Traktor Schwerin               | Bodo Andreass SG Wismut Gera             | Detlef Friese SC Chemie Halle                 | Holger Klotzsch BSG Stahl Hennigsdorf     |
| Halbschwergewicht (bis 81 kg)   | Frank Kobsik ASK Vorwärts Frankfurt/O.      | Ralf Nebrig SC Dynamo Berlin             | Lutz Philipp SC Chemie Halle                  | Herbert Bauch TSC Berlin                  |
| Schwergewicht (bis 91 kg)       | Jürgen Fanghänel SG Wismut Gera             | Werner Kohnert TSC Berlin                | Klaus-Dieter Schmid ASK Vorwärts Frankfurt/O. | Winfried Hesse BSG Motor Mitte Magdeburg  |
| Superschwergewicht (über 91 kg) | Ulli Kaden SG Wismut Gera                   | Dietmar Mayer SC Chemie Halle            | Olaf Walther TSC Berlin                       | Karl-Heinz Schröder BSG Stahl Hennigsdorf |

## Medaillenspiegel
| Platz | Verein | Verein                    | Gold | Silber | Bronze | Total |
| ----- | ------ | ------------------------- | ---- | ------ | ------ | ----- |
| 1     |        | ASK Vorwärts Frankfurt/O. | 4    | 1      | 3      | 8     |
| 2     |        | SC Traktor Schwerin       | 3    | 2      | 1      | 6     |
| 3     |        | SC Dynamo Berlin          | 2    | 3      | 1      | 6     |
| 4     |        | SG Wismut Gera            | 2    | 1      | 4      | 7     |
| 5     |        | TSC Berlin                | 1    | 2      | 3      | 6     |
| 6     |        | SC Chemie Halle           | –    | 2      | 5      | 7     |
| 7     |        | BSG Motor Mitte Magdeburg | –    | 1      | 1      | 2     |
| 8     |        | BSG Stahl Hennigsdorf     | –    | –      | 4      | 4     |
| 9     |        | ASG Vorwärts Halle        | –    | –      | 1      | 1     |
|       | Total  | Total                     | 12   | 12     | 23     | 47    |